# Tönnes Björkman
Carl Torolf Tönnes Björkman, född 25 mars 1888 i Foss församling (Munkedal), död 21 november 1959 i Oscars församling i Stockholm, var en svensk sportskytt. 
Han blev olympisk bronsmedaljör 1912. Björkman är gravsatt på Norra begravningsplatsen utanför Stockholm.